# Al Quseir (Siria)
Al Quseir (en árabe: القصير‎, llamada en ocasiones Quseir, Qusair o Al-Qusayr) es una ciudad en el oeste de Siria. Administrativamente, forma parte de la Gobernación de Homs. Se encuentra localizada a unos 35 km al sur de Homs, y está situada en un área montañosa cerca de la frontera siria con el Líbano, localizada 15 km al suroeste. Localidades cercanas incluyen Rablah y Zira'a hacia el sur, Jandar hacia el este, al-Dabaah hacia el noreste, Arjoun hacia el noroeste y Aqrabiyah hacia el oeste. La ciudad tiene una altitud de 540 m.
Al Quseir tenía una población de 29.818 habitantes en 2004, según el censo sirio. Además de ser la capital del Distrito de Al Quseir, también es el centro administrativo del nahiyah ("subdistrito") de al Quseir, que consiste en 60 localidades con una población total de 107.470 habitantes en 2004.

## Historia
Al Quseir es la ciudad moderna más cercana a la antigua ciudad amurallada de Qadesh, hoy en ruinas. Llamada así en honor a Qadesh, diosa de la belleza proveniente de la religión cananea, se encuentra al norte por encima de la llanura al este del río donde los historiadores sitúan la batalla más grande de carros de guerra, la batalla de Qadesh, en mayo de 1274 a. C., entre las fuerzas de Ramsés II de Egipto y el Imperio de los hititas de Muwatalli II.
El geógrafo árabe Yaqut al-Hamawi visitó el pueblo a principios del siglo XIII, durante el mandato ayubí, y señaló que al-Quseir se encontraba al norte de Damasco, tenía un gran caravasar, y estaba rodeada de jardines.
Durante la conquista egipcia del Levante en 1832, Ibrahim bajá, líder de la campaña, se hospedó en al Quseir. Tras la retirada de su ejército, varias familias egipcias permanecieron el pueblo debido a su clima y agricultura extensa. En el área crecían aceitunas, manzanas, albaricoques, trigo, cebada y patatas.

### Guerra Civil Siria
Algunos habitantes de la ciudad participaron en la rebelión de 2011 contra el gobierno de Bashar al-Asad. La ciudad se convirtió en destino de un número considerable de desertores del Ejército Sirio. Entre el inicio de la rebelión en abril de 2011 y el 13 de febrero de 2012, murieron al menos 70 habitantes. Desde noviembre de 2011, al Quseir estuvo asediada por el ejército. El 13 de febrero, al menos 400 soldados y milicianos a favor del gobierno se apoderaron del hospital principal de la ciudad y el ayuntamiento. Se informó de varios francotiradores leales a Asad en la ciudad, dificultando la vida diaria de los ciudadanos, y la oposición (FSA) estableció una base en la ciudad.
Los habitantes de al Quseir establecieron un comité civil local para evitar conflictos entre religiones. Entre el 7 y el 9 de febrero, el FSA secuestró a un cabo del Ejército Sirio cristiano de quien sospechaban de cooperar con las fuerzas del gobierno, y cuya familia, afirmaban, operaba un puesto de control fuera de la ciudad para acosar a los residentes en contra del gobierno. Posteriormente, habitantes favorables al régimen secuestraron a 6 musulmanes suníes de la ciudad, matando a uno. Una multitud local secuestró a 20 cristianos. Todos fueron liberados tras un intercambio mediado por el comité civil local, quienes también acordaron el exilio del cabo y su familia de al Quseir. El 13 de febrero, el FSA asaltó y capturó los cuarteles de la mukhabarat (agencia de seguridad o inteligencia) de la ciudad, matando a 5 agentes de inteligencia militar durante el asalto.
Posteriormente, se enviaron 4 tanques a la ciudad. Sin embargo, uno de los tanques desertó a la oposición junto con 30 soldados. El tanque desertor consiguió destruir a los otros 3 tanques, matando a 20 soldados del gobierno, según los rebeldes locales. Luego, el FSA capturó el ayuntamiento y el hospital, y se centró en otros puntos defendidos por el gobierno. El 25 de febrero, todo el pueblo estaba controlado por el FSA. Como el gobierno no envió a más refuerzos, los 80 soldados restantes huyeron de sus puestos en al Quseir.
El 20 de abril de 2012, Abdel Ghani Jawhar, un experto en explosivos y comandante del grupo Fatah al-Islam, se detonó accidentalmente a sí mismo en al Quseir, mientras preparaba explosivos. Era buscado en el Líbano por 200 casos de asesinato, intento de asesinato y ataque con explosivos. El 9 de julio, Al Jazeera informó que el FSA había recapturado el ayuntamiento, que había servido como centro principal de mando para las tropas sirias de la zona. Para evitar que el gobierno sirio lo volviera a capturar, lo demolieron. Se informó que el FSA controlaba toda la ciudad excepto unos pocos puntos y el hospital principal.

#### Batalla de Qusayr (2013)
El 4 de abril de 2013 el Ejército Sirio lanzó una ofensiva contra al Quseir, con el objetivo de capturar todos los pueblos alrededor de la ciudad, y eventualmente, la ciudad misma, de manos de los rebeldes. El área de al Quseir se considera de importancia dado que yace entre la capital y la costa mediterránea, y cerca de la frontera con el Líbano.
El 19 de mayo de 2013, el Ejército Sirio inició una potente batalla para la recuperación total de al Quseir. En mayo de 2013, aproximadamente 25.000 civiles seguían viviendo en la ciudad, lo que era algo muy perjudicial para ellos. A inicios de junio, el Ejército Sirio había tomado control de un 50% de la ciudad, incluyendo la Base aérea de Al Quseir, de importancia estratégica. La batalla continuó, hasta que tras un efectivo ataque nocturno, el 5 de junio de 2013, el ejército consiguió recuperar el control de toda la ciudad de Qusayr. Algunos rebeldes pudieron escapar y huyeron al pueblo vecino de al-Dabaa.

## Demografía
En 1970 al Quseir tenía una población de 9.240 habitantes. Según el Central Bureau of Statistics de Siria, la población en 2004 era de 29.818 habitantes. La BBC estimó que la población en 2011-12 sería de unos 40.000 ciudadanos. Según el censo de 2004, había 5.304 viviendas en la ciudad.
En 1838 al Quseir tenía una población mixta de musulmanes sunníes y católicos. Actualmente, la mayoría de la población es suní. Un 10% de los habitantes solían ser católicos, pero la mayor parte de la población cristiana tuvo que abandonar la ciudad tras la toma rebelde en junio de 2012.
 También había varios cientos de alauitas antes de la toma rebelde.